# De vita solitaria
Il De vita solitaria è un trattato in prosa latina scritto da Francesco Petrarca. L'opera venne redatta all'incirca tra il 1346 e il 1356 ed è un'esaltazione della solitudine: è dunque simile al De otio religioso.  L'autore dedicò l'opera a Filippo di Cabassoles, vescovo di Cavaillon, in Provenza.
La solitudine viene descritta come necessaria per la vita contemplativa, sia per i religiosi (tra i quali viene citato Sant'Agostino), sia per filosofi che per pensatori in genere. L'ideale di vita per Petrarca è quello di una raccolta solitudine nella pace agreste, dedicata agli studi letterari e alla riflessione religiosa. 

## Descrizione
Il trattato è suddiviso in due libri ed è presente un motivo di riflessione e tormento a causa della monacazione del fratello Gherardo. Nel primo libro, Petrarca esalta i vantaggi della solitudine, che preserva l'uomo dalle ambizioni mondane, moltiplica il tempo interiore e induce così a utilizzare nel miglior modo possibile il tempo presente. Nel secondo libro, Petrarca trae - dalla storia antica, dalla Bibbia e dalla recente storia ecclesiastica - un lungo elenco di biografie, sul modello del De viris illustribus, per illustrare casi esemplari di attaccamento o di rifiuto nei confronti della solitudine. Il testo può essere quindi interpretato come il primo grande esempio petrarchesco di sintesi fra la sapienza pagana e quella cristiana.